# Aloeides barklyi
Aloeides barklyi là một bướm ngày thuộc họ Lycaenidae. Loài này có ở Nam Phi, ở đó nó có ở the North Cape, phía nam to the West Cape, the Cederberg và the Name Karoo at Matjiesfontein.
Sải cánh từ 30–34 mm đối với con đực và 32–36 mm đối với con cái. Cá thể trưởng thành mọc cánh từ tháng 8 tới tháng 10 và từ tháng 3 tới tháng 5. Mỗi năm loài này có hai thế hệ.